# Ipodoryctes anticestriatus
Ipodoryctes anticestriatus är en stekelart som beskrevs av Granger 1949. Ipodoryctes anticestriatus ingår i släktet Ipodoryctes och familjen bracksteklar. Inga underarter finns listade i Catalogue of Life.